# Tolyphus jankovskii
Tolyphus jankovskii is een keversoort uit de familie glanzende bloemkevers (Phalacridae). De wetenschappelijke naam van de soort werd in 1951 gepubliceerd door Skopin.